# Giuseppe Pizzardo
Giuseppe Pizzardo (13 de julio de 1877; † 1 de agosto de 1970) fue un cardenal (1937) italiano de la Iglesia católica, de la Sede suburbicaria de Albano (en latín: Albanensis) de 21 de junio de 1948 a de  1 de agosto de 1970, fecha en la que falleció.
Prefecto (1939 - 1968) de la Congregación para la Educación Católica  (en latín: Congregatio de Studiorum Institutis), entonces denominada Congregatio de Seminariis et Studiorum Universitatibus, se dedicó a supervisar los estudios impartidos en las universidades.
Secretario (1951-1959) de la Sagrada Congregación del Santo Oficio de la Romana y Universal Inquisición.

## Biografía
Nacido en Savona, (en ligur Sann-a), ciudad italiana de la región de Liguria, a 45 kilómetros de Génova. Realiza sus estudios en la Pontificia Universidad Gregoriana, Universidad Eclesiástica confiada a la Compañía de Jesús, y en la Academia Pontificia Eclesiástica, institución de la Santa Sede encargada de formar a los diplomáticos que trabajarán en las Nunciaturas y en la Secretaría de Estado.
Recibe el Sacramento del orden el 19 de septiembre de 1903.
Entre los años 1908 y 1909 forma parte de la Secretaría de Estado de la Santa Sede.
Nombrado Monseñor, el 7 de junio de 1909, fue destinado a la Nunciatura apostólica de Baviera.
Participó en los Pactos de Letrán el 11 de febrero de 1929.
Es recordado en particular por las intervenciones represivas contra la experiencia de los sacerdotes obreros: nombrado Prefecto de la Congregación de los Seminarios, en julio de 1954 prohibió que todos los seminaristas fueran contratados en la fábrica, por el peligro de contaminación intelectual y moral. Cinco años más tarde fue el autor de la carta a los sacerdotes obreros en la que los obligaba a elegir entre la vida laboral y la vida sacerdotal. Participó en el cónclave de 1958, que eligió a Juan XXIII. Con el Concilio Vaticano II sus posiciones serán superadas por Pablo VI, quien en 1965 dará su consentimiento a la experiencia de los sacerdotes obreros.
Fue una figura clave en el encubrimiento a los crímenes de Marcial Maciel, censurando un memorando hecho por el reverendo Giovanni Battista Scapinelli en octubre de 1956 que notificaba sobre los abusos sexuales a seminaristas y su adicción a la morfina. En 2012, víctimas de Maciel revelaron las diferentes versiones del memorando censurado donde se revela la intervención de Pizzardo para ocultar las denuncias. 
Murió el 1 de agosto de 1970 en Roma, a la edad de 93 años, sus restos junto con los de sus tres hermanas descansan en la Iglesia de San José en Frattocchie en el municipio de Marino.